# Cucullia atkinsoni
Cucullia atkinsoni är en fjärilsart som beskrevs av Moore 1882. Cucullia atkinsoni ingår i släktet Cucullia och familjen nattflyn. Inga underarter finns listade i Catalogue of Life.